# US Esch
El US Esch es un equipo de fútbol de Luxemburgo que juega en la Primera División de Luxemburgo, la tercera categoría de fútbol en el país.

## Historia
Fue fundado en el año 1913 en la ciudad de Esch an der Alzette, jugando por primera vez en la Division Nationale en la temporada de 1925/26.
Con la ocupación alemana en la década de los años 1940s, el club se vio afectado por el sistema de competición aplicado por los alemanes, por lo que no jugaba en la máxima categoría, vagando entre la segunda y tercera categoría de fútbol en Luxemburgo y siempre a la sombra del club popular de la ciudad, el Jeunesse Esch.
En la temporada 2016/17 gana el título de la Éirepromotioun, con lo que regresa a la Division Nationale por primera vez en más de 70 años, aunque su regreso fue de tan solo una temporada luego de terminar en último lugar de la liga al haber contabilizado solo cuatro puntos, con lo que es una de las peores temporadas de un equipo en la Division Nationale.

## Palmarés
- Éirepromotioun: 1

2016/17
- Primera División de Luxemburgo Grupo B: 1

2015/16